# スッポンタケ科
スッポンタケ科（Phallaceae）は臭い匂いを放ちペニスに似た形状を持つキノコの仲間である。スッポンタケ目に属する。生殖方法は、空気に乗せて胞子を拡散させる他のキノコと異なっている。スッポンタケ科のキノコはハエを引き付ける死体のような匂いを放つ粘着質の胞子を最上部に作り、ハエに胞子を媒介させる。スッポンタケ科のキノコは球の形の「卵」と呼ばれる状態から成長するが、この段階ではまだ臭くない。
このキノコは若い「卵」の状態のうちなら食べられるが、強烈な匂いに気分を悪くする人もいる。しかし油で揚げると魚のような味になる。

## 主な属と種
- イカタケ属 Aseroe
- アカカゴタケ属 Clathrus
- キヌガサタケ属 Dyctiophora
- シラタマタケ属 Kobayasia
- キツネノロウソク属 Mutinus
- スッポンタケ属 Phallus
  - スッポンタケ Phallus impudicus - スッポンタケ科で最も一般的な茸。
  - アカダマスッポンタケ Phallus hadriani - スッポンダケの亜種とされることもある。
  - キヌガサタケ Phallus indusiatus - 中国では竹林に生える茸として知られ、南西部で食用とされる。

## 画像

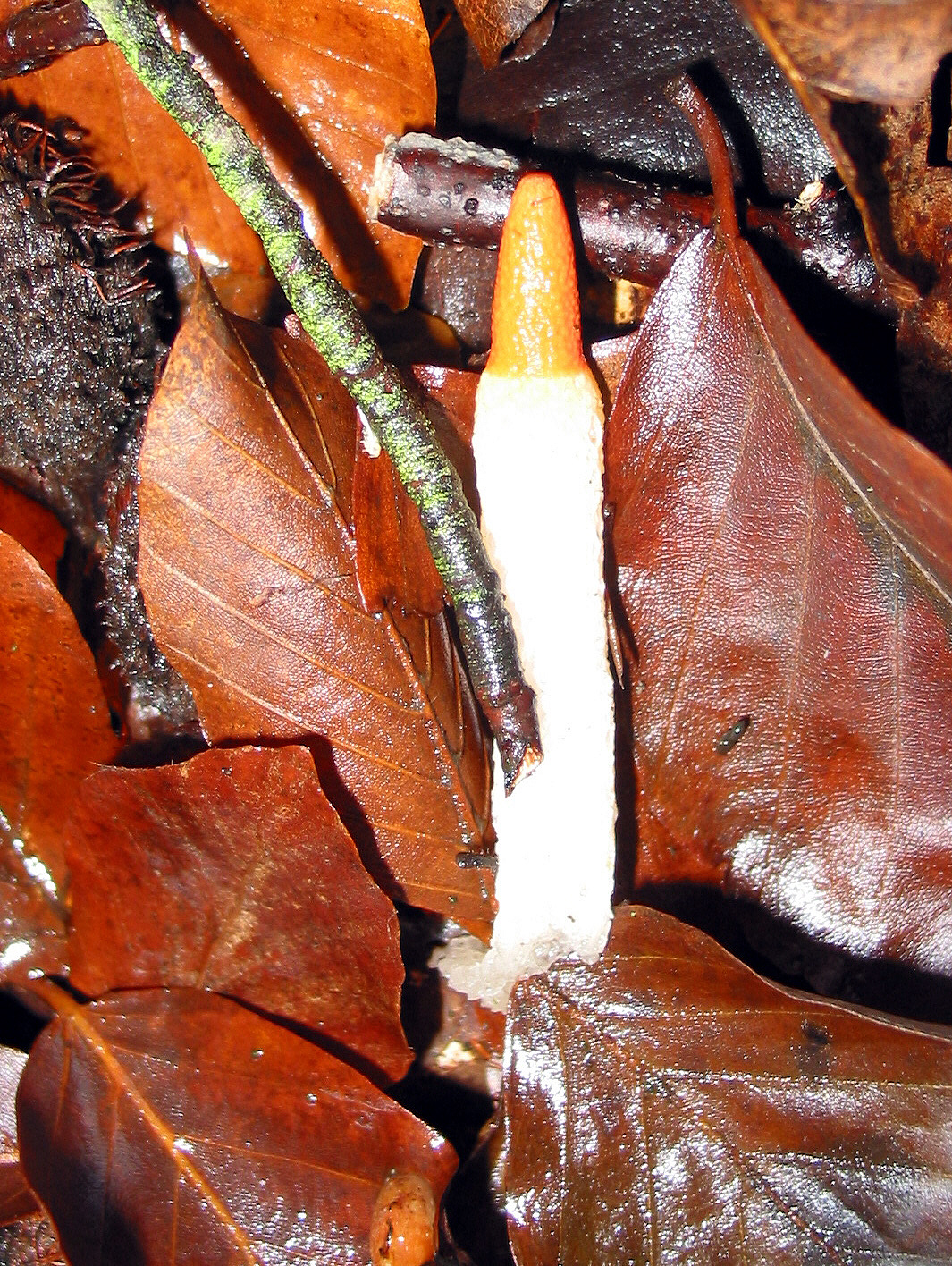
キツネノロウソク（Mutinus caninus）
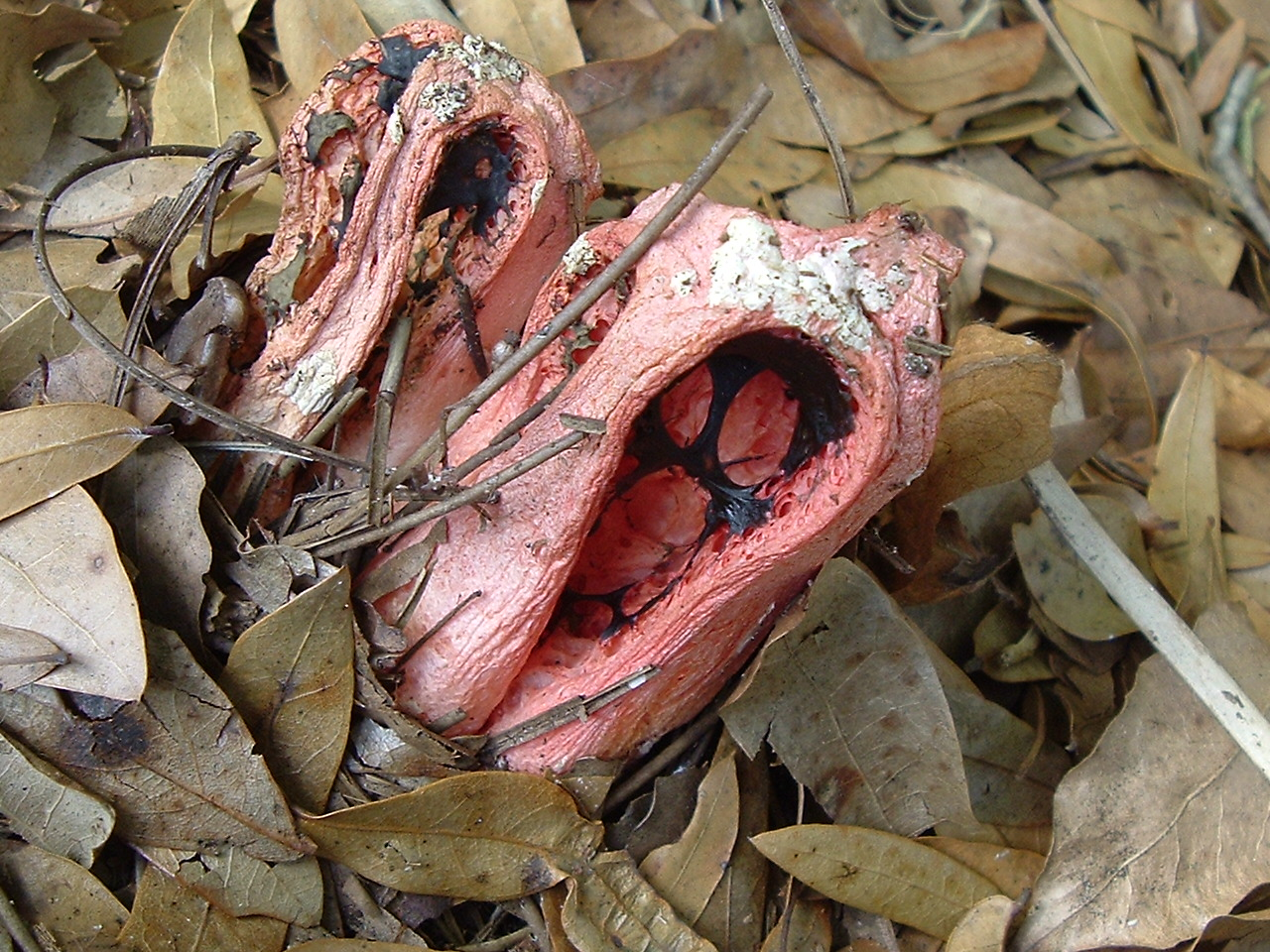
Clathrus columnatus。粘着質の胞子が形成されたところ
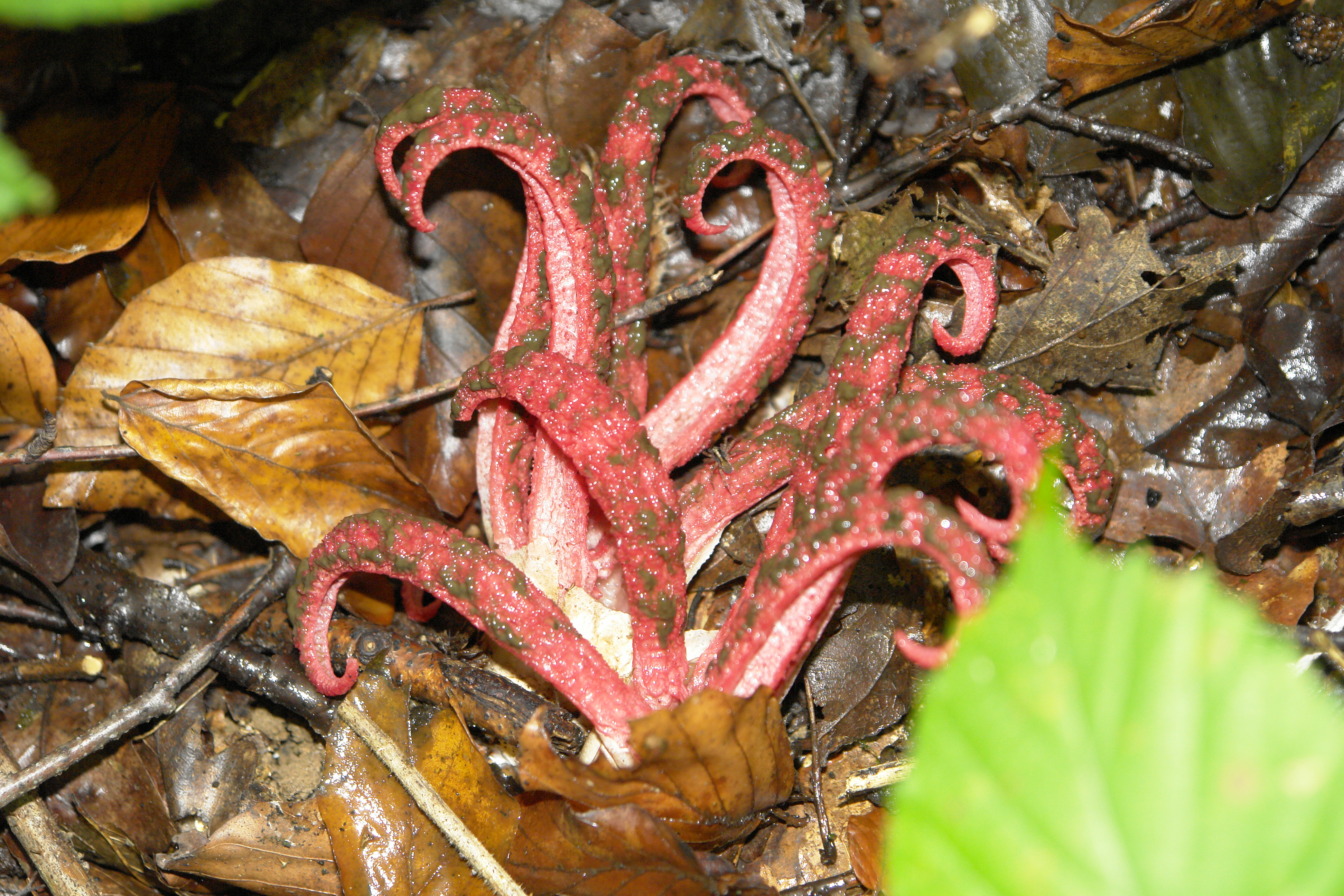
タコスッポンタケ（Clathrus archeri）
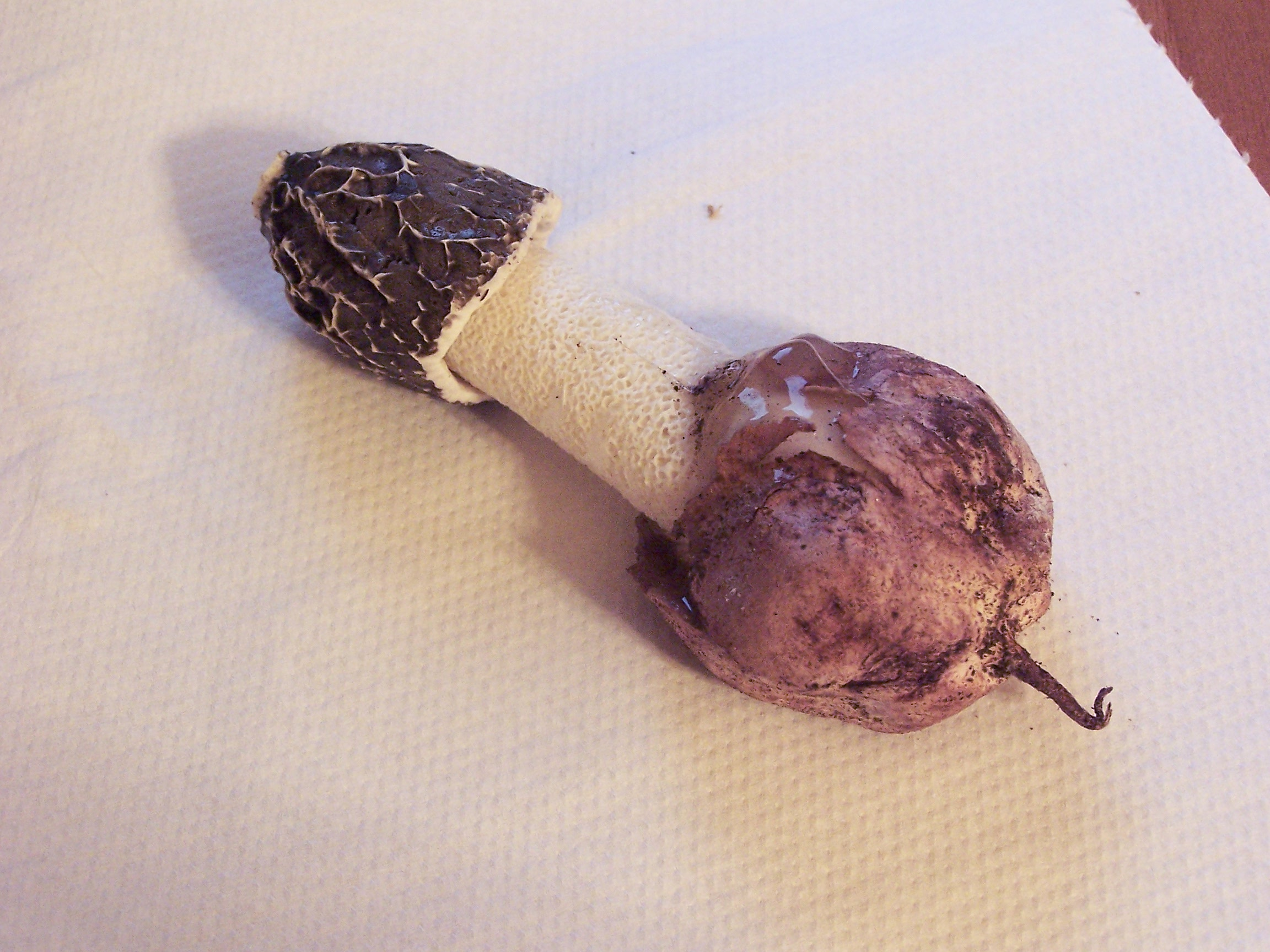
アカダマスッポンタケ
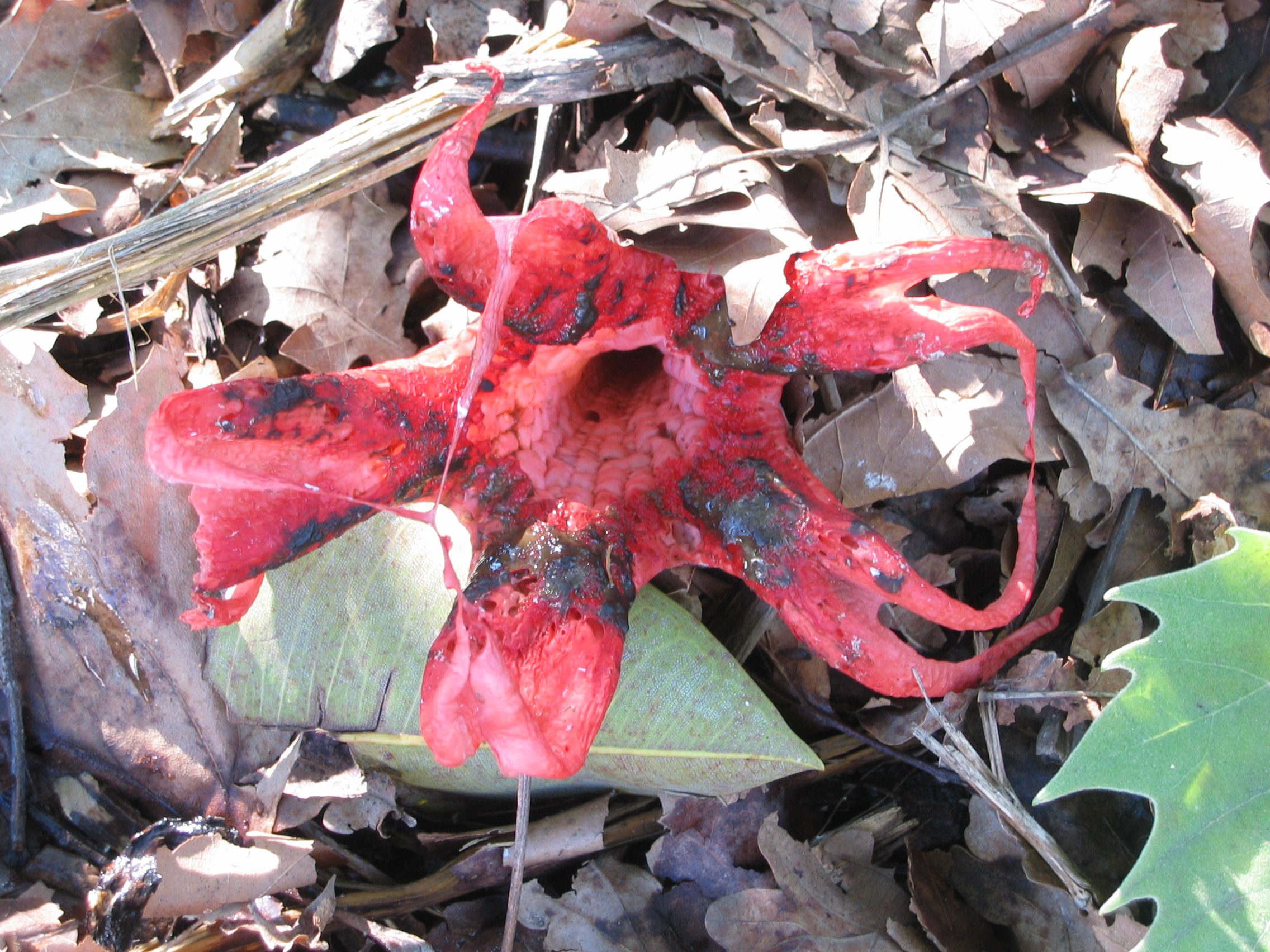
アカイカタケ（Aseroe rubra）
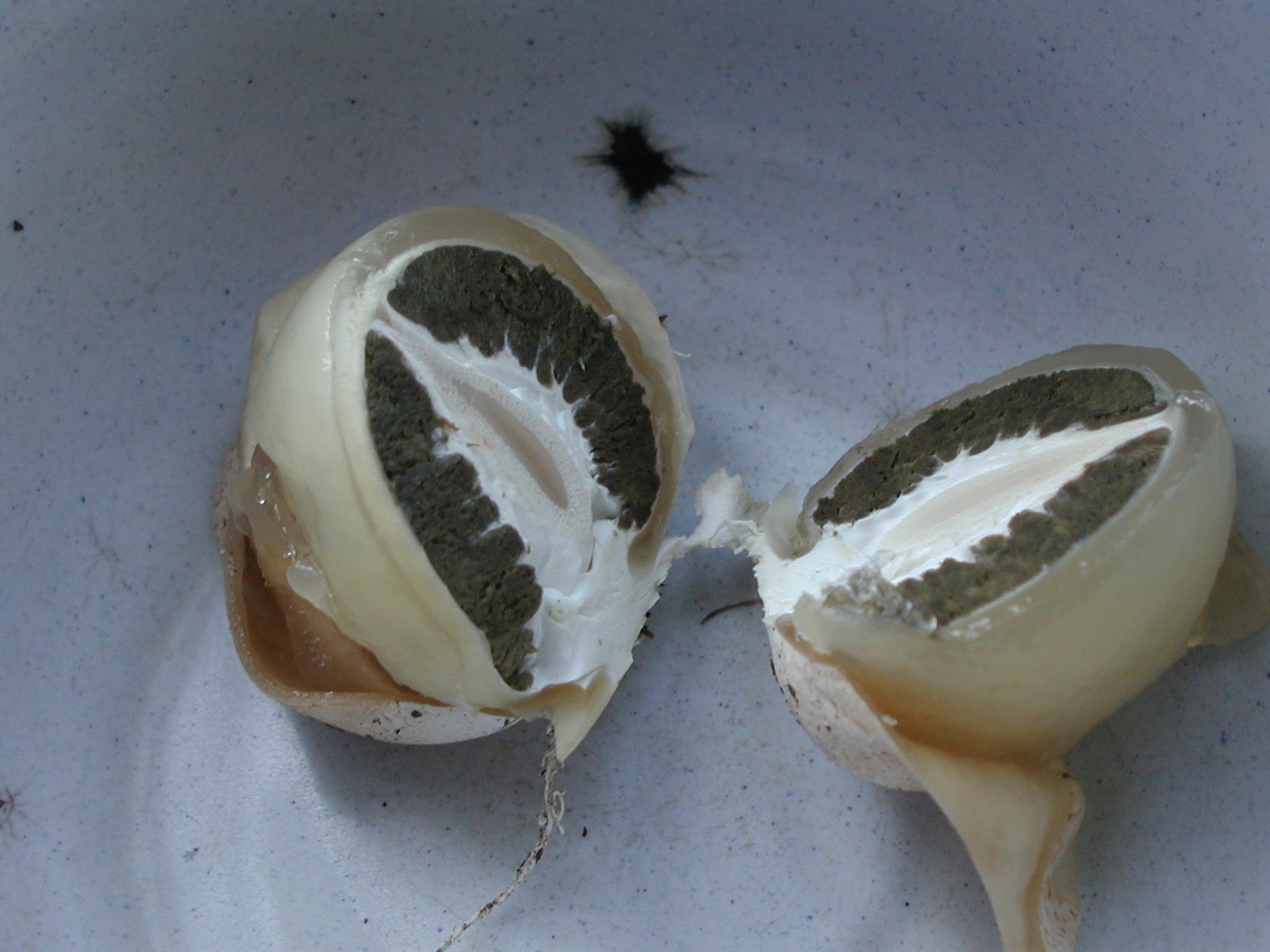
スッポンタケの「卵」を輪切りにしたところ